# The Fireman (banda)
The Fireman fue el nombre dado al grupo de Rock creado por el músico británico Paul McCartney y el productor y miembro de Killing Joke Youth.
A pesar del espíritu experimental de Paul McCartney tanto dentro del grupo The Beatles como a lo largo de su carrera en solitario, el verdadero precedente a la formación de The Fireman tuvo lugar con la remezcla del tema "Hope of Deliverance", del álbum de 1993 Off the Ground, con el que se introdujo en la música dance.
En 1993, The Fireman publicó su primer álbum de estudio, Strawberries Oceans Ships Forest, seguido cinco años después por la publicación de Rushes. En ambos trabajos no figuran los nombres de los dos componentes del grupo, lo cual contribuyó a su escasa recepción crítica y comercial. En 2000, Youth también tomó parte del proyecto en solitario de McCartney Liverpool Sound Collage a petición de Peter Blake para una exposición artística.
En junio de 2008, McCartney cedió el tema "Lifelong Passion (Sail Away)" a una cena benéfica de la organización Adopt-a-Minefiled, con el fin de recaudar fondos destinados a la eliminación de minas antipersona. El tema sirvió de precedente para la publicación del tercer álbum de The Fireman, Electric Arguments, el 25 de noviembre de 2008, el primero en el que Paul McCartney aportó voces para complementar las grabaciones previamente instrumentales de los dos anteriores álbumes de estudio.

## Discografía

### Álbumes
- Strawberries Oceans Ships Forest (1993)
- Rushes (1998)
- Electric Arguments (2008)

### Sencillos
- "Bison (long one)" (1998)
- "Fluid (out of body and mind mix)" (1999)
- "Fluid (out of body mix)" (1999)
- "Fluid (out of body with sitar mix)" (1999)
- "Lifelong Passion (Sail Away)" (2008)
- "Nothing Too Much Just Out Of Sight" (2008)
- "Sing the Changes" (2008)